# Delikatno definirani svemir
Delikatno podešeni svemir je ideja da se uvjeti koji dozvoljavaju život u svemiru mogu dogoditi samo s čvrsto ograničenim fizikalnim konstantama i da ako bi jedna od nekoliko fundamentalnih konstanti bila samo blago drugačija, svemir bi bio malo vjerojatno pogodan za osnivanje i razvoj materije, astronomskih struktura, raznolikosti kemijskih elemenata ili života kako je sada smatran.